# Manzanola
Manzanola – miasto w Stanach Zjednoczonych, w stanie Kolorado, w hrabstwie Otero.